# Битва на річці Вей
Битва на річці Вей (кит. 濰水之戰) відбулася в листопаді 204 р. до н. е. між державою Хань та об'єднаними силами Ці та Західної Чу. Відомий генерал Хань Сінь стояв на чолі війська Хань, тоді як Чу очолював Лун Цзю (кит. 龍且), а Ці — Тянь Гуан (кит. 田廣). В результаті Хань Сінь завоював державу Ці.

## Передумови
У 204 році до н. е. Хань завоювала державу Чжао. Лю Бан наказав військам Хань Сіня повернутися на Центральну рівнину, щоб прибрати їх безпосередньо під своє керівництво. Хань Сінь мав зібрати нову армію з громадян Чжао для нападу на Ці, яка була останньою з північних держав, що не підкорилася Лю Бану.
Захоплення Ці було вигідним для Хань, оскільки вона була найбагатшою і найбільш густо населеною із всіх північних держав, що давало змогу Сян Юю використовувати її ресурси для своїх військ. Більш того, Ці була розташована на північ від Чу, дозволяючи Хань Сіню вторгнутися в серце Чу на схід від Центральної рівнини, загнавши Лю Бана та Сян Юя в глухий кут. Крім того, завоювавши Ці, Хань Сінь міг здійснити свою північну стратегію, спрямовану на забезпечення людських ресурсів, провізії та багатства північного Китаю для Лю Бана, водночас відволікаючи Сян Юя на Центральній рівнині Китаю. Це все було досягнуто шляхом базування Лю Бана на Центральній рівнині в Сін'яні і Ченгао, оскільки ворожнеча між Лю Баном і Сян Юєм була як політичною, так і особистою.

## Ханьське вторгнення
Хань Сінь всього за кілька місяців сформував та натренував свою нову армію, в той час як Лю Бан послав відомого дипломата Лі Іцзі (кит. 酈食其) переконати вана Ці, Тянь Гуана, долучитися до фракції Хань. Лю Бан не повідомив про це Хань Сіня, який таємно дізнався про візит. Радник Хань Сіня Куай Тун переконав генерала за будь яких обставин здійснити вторгнення в Ці, оскільки це був наказ, який він отримав від Лю Бана, і, як стверджував Куай, було б несправедливо, якщо Лі Іцзі за допомогою розумних слів перешкодив би цьому.
У жовтні Хань Сінь увірвався в Ці, розгромивши її війська в Ліся, через що Тянь Гуан вважав, що Лі Іцзі обдурив його. Тим часом Хань Сінь попрямував до столиці Ці Ліньдзі та захопив її. Тікаючи, Тянь Гуан покликав на допомогу Сян Юя, який, усвідомивши всю серйозність ситуації, діяв швидше, щоб протистояти Хань Сіню. Раніше Сян Юй посилав війська, щоб запобігти завоюванню Хань Сінєм держави Чжао, але цього разу він негайно наказав своєму найкращому генералу Лун Цзю з численною армією об'єднатися з військами Ці.

## Битва
У листопаді коаліція Чу-Ці закріпилася на південному березі річки Вей, навпроти армії Хань Сіня на півночі. Вище за річкою Хань Сінь таємно збудував дамбу з мішків з піском, щоб зменшити рівень води. Лун Цзю порадили вести повільну виснажливу битву, оскільки Хань Сінь був небезпечним противником, а мешканці Ці ворожо ставилися до ханьської армії. Офіцер Чу запропонував їм сприяти повстанням Ці проти Хань Сіня, повідомивши їх про те, що їхній ван Тянь Гуан вижив, оскільки армія Хань може мати проблеми з харчуванням, перебуваючи далеко від дому. Він також вважав, що солдати Ці, можливо, були б більш схильні до відступу, оскільки їхні будинки були неподалік. Однак Лун Цзю був сповнений рішучості провести вирішальну битву.
Одного ранку Хань Сінь напав на військо Лун Цзю. Потім він відступив, перетягнувши сили Лун Цзю через річку. Лун Цзю повів авангард у погоню, але як тільки частина його армії перетнула цю річку, солдати Хань Сіня зруйнували дамбу. Таким чином вони ізолювали Лун Цзю та його авангард. Згодом Лун Цзю було вбито. Іншого генерала Чу Чжоу Ланя схопили, тому армія Чу, позбавлена лідера, розсипалася. Втративши союзників, війська Ці втекли і розділилися на менші частини.

## Наслідки
Хань Сінь розділив свою армію з метою завоювання Ці, розпочавши кампанію в 203 році. Хань Сінь переслідував вана Тянь Гуана і захопив його в Ченяні, але Тянь Хен зробив себе новим ваном. Проте після захоплення Тянь Гуана Хань Сінь розгромив новий контрнаступ Тянь Хена. Згодом Тянь Хен втік з країни до королівства Лян, ставши послідовником проханьського воєначальника Пен Юе. Згодом Хань Сінь захопив міста Ін і По, вбив генерал-командувача Ці Тянь Сі біля Цяньшена. Тим часом ханський генерал Цао Шень вбив Тянь Цзі на півострові Шаньдун.
Щоб запобігти подальшим спробам клану Тянь відновити свій контроль над Ці, Хань Сінь попросив Лю Бана призначити його виконуючим обов'язки правителя Ці, знову ж таки за порадою Куай Туна. Лю Бан був розлючений через те, що Хань Сінь вимагав титулу вана, поки він сам боровся проти Сян Юя на Центральній рівнині, але за порадою Чжан Ляна та Чень Піна в лютому 203 року він нагородив Хань Сіня повним титулом вана, в той час як останній завершував захоплення Ці.
На момент 205 року Сян Юй і Лю Бан були вже достатньо виснаженими, Сян Юй фактично втратив можливість забрати контроль над північним Китаєм у Хань Сіня. Натомість він відправив посланця до Хань Сіня з пропозицією зберегти нейтралітет і розділити Китай між ними двома та Лю Баном. Куай Тун заохочував Хань Сіня погодитися на цю пропозицію, передбачаючи, що Лю Бан зрештою може стратити Хань Сіня. Проте Хань Сінь був вдячний за можливість командувати, яку він отримав від Лю Бана. Він згадав, що, коли він раніше служив гвардійцем у Сян Юя, той відмовлявся слухати його пропозиції. Саме через це він вирішив зберегти вірність Лю Бану, згодом скоординувавши останню кампанію проти Сян Юя, яка завершилася перемогою Хань Сіня в битві при Ґайся.